# ديك سورهوف
ديك سورهوف (بالإنجليزية: Dick Surhoff)‏ مواليد 16 نوفمبر 1929، كان لاعب كرة سلة أمريكي. تم اختياره من قبل فريق نيويورك نيكس خلال الدرافت. بلغ طوله 6 قدم 4 بوصة (1.9 م). لعب مع نيويورك نيكس وأتلانتا هوكس.

## روابط خارجية
- ديك سورهوف على موقع إن بي أي (الإنجليزية)
- ديك سورهوف على موقع سبورتس رفرنس (الإنجليزية)
- ديك سورهوف على موقع ريلجم (الإنجليزية)
- ديك سورهوف على موقع بروبوليرز (الإنجليزية)